# Gabriel Johnston
Gabriel Johnston (* Februar 1698 in Southdean, Schottland; † 17. Juli 1752 im heutigen Bertie County, North Carolina) war ein britischer Kolonialgouverneur der Province of North Carolina.

## Leben
Gabriel Johnston wurde im Februar 1698 in Southdean in einer schottischen Grenzregion geboren. Sein Taufdatum wird mit dem 28. Februar 1698 angegeben. Später studierte er unter anderem an der University of St Andrews und an der Universität Leiden. Zu seinen Studienfächern gehörten Medizin, Griechisch und Philosophie. Zwischenzeitlich war er Professor für orientalische Sprachen. Um 1727 zog er nach London, wo er sich der Politik widmete und politische Artikel verfasste.
1734 wurde Johnston zum neuen Kolonialgouverneur der Province of North Carolina ernannt. Am 2. November 1734 trat er dort die Nachfolge des kommissarischen Gouverneurs Nathaniel Rice an. Dieser hatte das Amt seit April desselben Jahres nach der Absetzung von George Burrington inne. Johnston musste sich in seinem neuen Amt mit großen Problemen auseinandersetzen. Die Kolonie hatte in den Jahren unter den Gouverneuren George Burrington und Richard Everard unter inneren Krisen gelitten. Das koloniale Parlament war in sich gespalten und lieferte sich mit den beiden genannten Gouverneuren heftige Auseinandersetzungen, die auch vor der Bevölkerung aufgegriffen wurden. Es gab öfter Aufruhr und Gewalttätigkeiten. Gleichzeitig wurde die Küste von spanischen Piraten heimgesucht. Johnstons Ziel war die Überwindung dieser Probleme. Gleichzeitig förderte er die Ansiedlung neuer Kolonisten. Diese Maßnahme wurde vom kolonialen Parlament mit einer zehnjährigen Steuerbefreiung unterstützt. In seiner Amtszeit wurden erstmals die bestehenden Gesetze in Druckform veröffentlicht. Damals erschienen auch die ersten in der Kolonie gedruckten Zeitungen.
Johnston nahm trotz seiner Unterstützung der Church of England katholische Auswanderer aus Schottland in North Carolina auf. Diese kamen nach dem gescheiterten Jakobitenaufstand und der blutigen Schlacht bei Culloden in größerer Zahl. Aufgrund der wachsenden Zahl von Kolonisten wurde die Siedlungsgrenze der Kolonie allmählich weiter nach Westen verschoben. An der Küste entstanden Befestigungsanlagen gegen feindliche Angriffe vor dem Hintergrund der Aktivitäten der Piraten, aber auch zum Schutz vor französischen und spanischen Angriffen während des King George’s War. Johnston bewirtschaftete privat die Brompton Plantation, auf der er neue landwirtschaftliche Methoden erprobte. Er war in erster Ehe mit der reichen Penelope Golland, einer Stieftochter des früheren Gouverneurs Charles Eden, verheiratet. Nach ihrem Tod im Jahr 1741 heiratete er Frances Button. Gabriel Johnston blieb bis zu seinem Tod am 17. Juli 1752 Gouverneur der Province of North Carolina. Mit fast 18 Jahren im Amt hält er den Amtsrekord der Kolonialgouverneure von North Carolina. 